# Sint-Elisabethkerk (Grave)
De Sint-Elisabethkerk is de oudste katholieke kerk van Grave.

## Geschiedenis
Vermoedelijk omstreeks 1240 is op deze plaats een romaanse kerk gesticht onder het bewind van Hendrik III van Cuijk. Deze was gewijd aan de heilige Elisabeth van Hongarije (1207-1231) die enige jaren voordien, in 1235, was heilig verklaard door paus Gregorius IX.
Aan deze kerk is lang gebouwd, en in 1308 werd ze tot kapittelkerk verheven. Vermoedelijk door Jutta van Nassau, de tweede vrouw van de in 1308 gestorven Jan I van Cuijk, verwierf de kerk in 1312 enige relieken van Elisabeth. 
De kerk werd tijdens de stadsbrand van 1415 verwoest. Toen de huidige kerk van 1979 tot 1989 werd gerestaureerd, zijn ook de fundamenten van de oorspronkelijke kerk aangetroffen.
Na de brand werd de kerk eerst provisorisch gerepareerd, maar onder Arnold van Egmont, hertog van Gelre van 1423 tot 1474, werd de kerk herbouwd en van 1506 tot 1516 werd zij vergroot en in 1535 uitgebreid met hoge kruisarmen. Zo werd ze de grootste kruiskerk van het huidige Nederland. Achter de kruisarmen waren er vijf lage dwarspanden en ook waren er zeventien altaren.
Omdat Grave een vestingstad was, werd ze echter regelmatig belegerd, waarbij ook de kerk grote schade opliep. In 1577, tijdens de Tachtigjarige Oorlog, werd Grave veroverd door de Spanjaarden. De kerk wordt dan protestants. Na herovering van Grave door Spanje is de kerk van 1586 tot 1602 wederom katholiek. Ten slotte werd Grave in 1602 opnieuw door de protestanten onder prins Maurits veroverd, waarop de kerk voor bijna twee eeuwen in Hervormde handen kwam. In 1798 werd ze aan de katholieken teruggegeven. In 1674 werd tijdens het beleg dat een einde maakte aan de Franse bezetting, de torenspits en een deel van het middenschip verwoest, en ook het beleg van 1794 richtte veel schade aan. Bisschop Joannes van Velde tot Melroy en Sart-Bomal, sinds 1802 in Grave gevestigd, bewerkstelligde dat de kerk enigszins werd hersteld en het interieur werd aangevuld met in Vlaanderen aangekochte kerkmeubelen.
In 1874 sloeg de bliksem in de toren en deze stortte in. Er werd voor de restauratie geen geld uitgetrokken en sloop volgde. De kerk, hoewel nog altijd indrukwekkend van afmetingen, mist daardoor het westelijke deel, zodat ze voornamelijk nog uit koor en dwarspand bestaat. In 1971 werd de kerk vanwege haar slechte staat gesloten en in 1974 begon men met de restauratie. In 1981 werd de kerk weer in gebruik genomen.
In 2002 werd de tweede kerk van Grave, de Hemelvaartkerk, gesloten en de Hemelvaartparochie bij die van de Elisabethparochie gevoegd. De klok van de Hemelvaartkerk werd in een klokkenstoel geplaatst op de plaats waar eens de toren van de Sint-Elisabethkerk had gestaan.

## Gebouw
Het gebouw bestaat voornamelijk uit koor en dwarspand van een laatgotische kruisbasiliek. Het koor dateert van 1506-1516, de dwarsarmen uit het midden van de 16e eeuw. De zuidelijke dwarsarm heeft een renaissancegevel uit 1535, ontworpen door Alessandro Pasqualini. Aan de westzijde zijn nog resten te zien van de vroegere toren, en is in het plaveisel aangegeven wat de omtrek van de vroegere kerk was. Ook is daar een moderne aanbouw van de hand van Walter Kramer, die de restauratie heeft begeleid.
Aan de noordzijde van de kerk is in de gevel een reliëf dat de Verkondiging voorstelt.

## Kerkhuizen
Tegen de kerk zijn huizen aangebouwd geweest. Aan het straatje Achter de kerk, aan de oostzijde van de kerk, waren enkele huizen gebouwd die zich tussen de steunberen van de kerk bevonden. Deze zijn in 1907 gesloopt. Een trapgevel, "De Kerkleuner" genaamd, is gereconstrueerd aan de hand van een gravure uit 1732.

## Interieur
- Het hoofdaltaar, afkomstig uit Vlaanderen, is uitgevoerd in Barokstijl, in marmerstructuur geschilderd, uit het begin van de 18e eeuw. Het altaarstuk is een kopie van De Kruisiging van Antoon van Dyck dat zich bevindt in de Sint-Romboutskathedraal te Mechelen. Twee zijaltaren zijn uit dezelfde tijd.
- Reliekschrijn op het hoofdkoor, uit 2015, ontworpen naar middeleeuws voorbeeld, bevattende relieken van de heilige Elisabeth.
- De communiebank is uit Vlaanderen afkomstig en dateert van 1758.
- De preekstoel, uit ongeveer 1700, is vervaardigd door de Antwerpse kunstenaar Ludovicus Willemsen. Onder de kuip staat een levensgroot beeld van Franciscus van Assisi.
- Twee biechtstoelen uit 1713
- Praalgraf van Arnold van Egmont (1410-1473), hertog van Gelre, uit 1802, ter vervanging van het vorige dat in 1794 was verwoest.
- Diverse grafzerken, waaronder die voor Joannes van Velde tot Melroy en Sart-Bomal, welke het barokke kerkmeubilair uit Vlaanderen naar Grave heeft laten komen.
- Orgel uit 1846 van orgelbouwer Franciscus Cornelius Smits uit Reek
- Een 17e-eeuws palmhouten Mariabeeldje (Antwerpen, 1660) in het tabernakel, een Sint-Jacobsbeeld uit de 16e eeuw en diverse beelden en beeldengroepen uit de eerste helft van de 18e eeuw.
- Muurschilderingen, aangebracht door J.M. Hermans in 1902 en 1906, naar ontwerp van Pierre Cuypers, die zelf ook afgebeeld staat.
- Schilderijen:
  - Portret van bisschop Joannes van Velde del Melroy, als vicaris werkzaam te Grave van 1802 tot 1811;
  - "Een groep kanunniken van de Elisabethkerk en Begijnen van Mariagraf aan de voet van het Kruis", uit 1528;
  - "Bloemstuk", door Daniël Seghers, tussen 1625 en 1650;
  - Portret van deken Gisbertus Molanus, uit 1612;
  - Memorietafel voor Jacob de Haan uit 1528.

## Fotogalerij

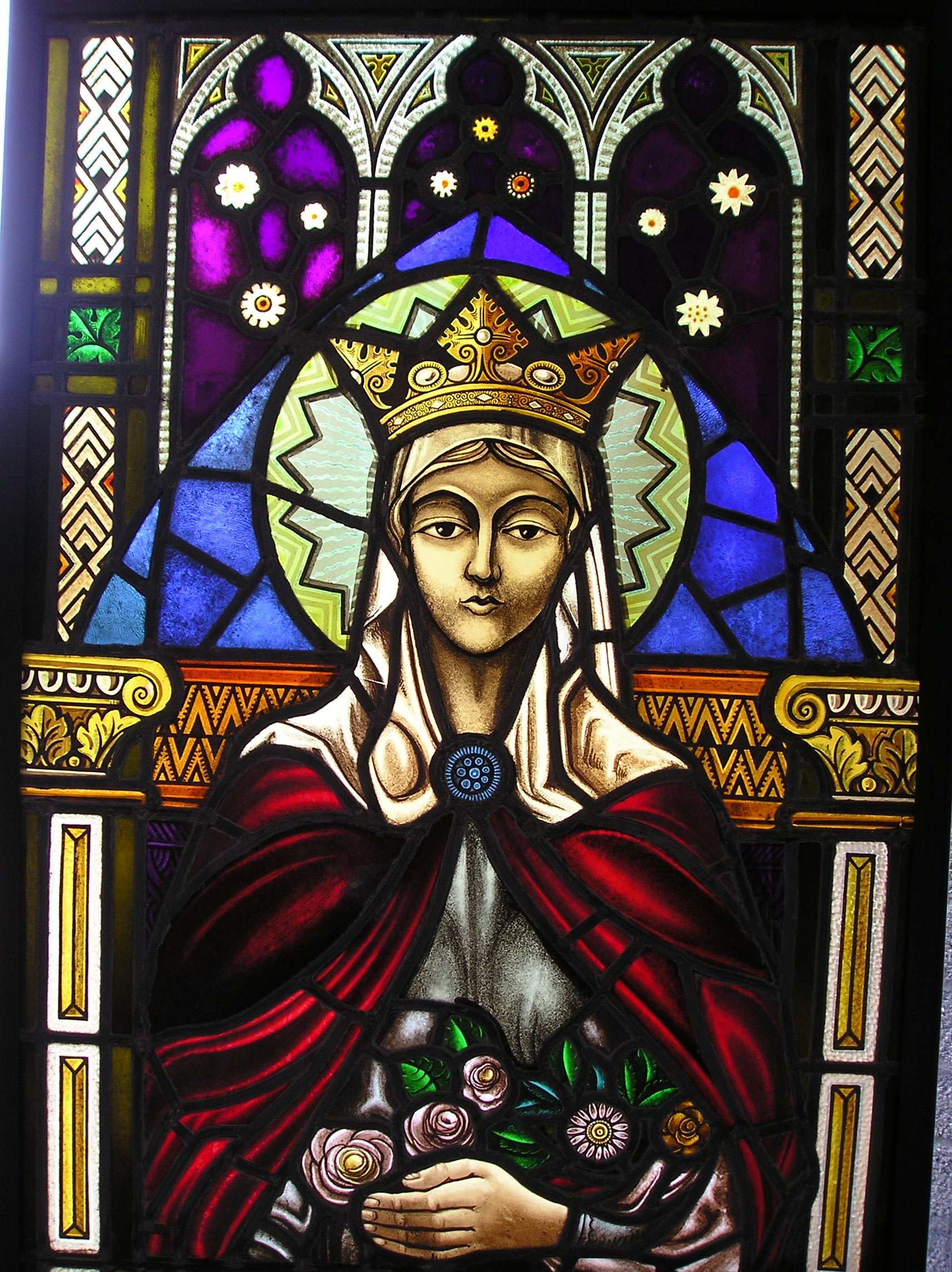
Glas in lood
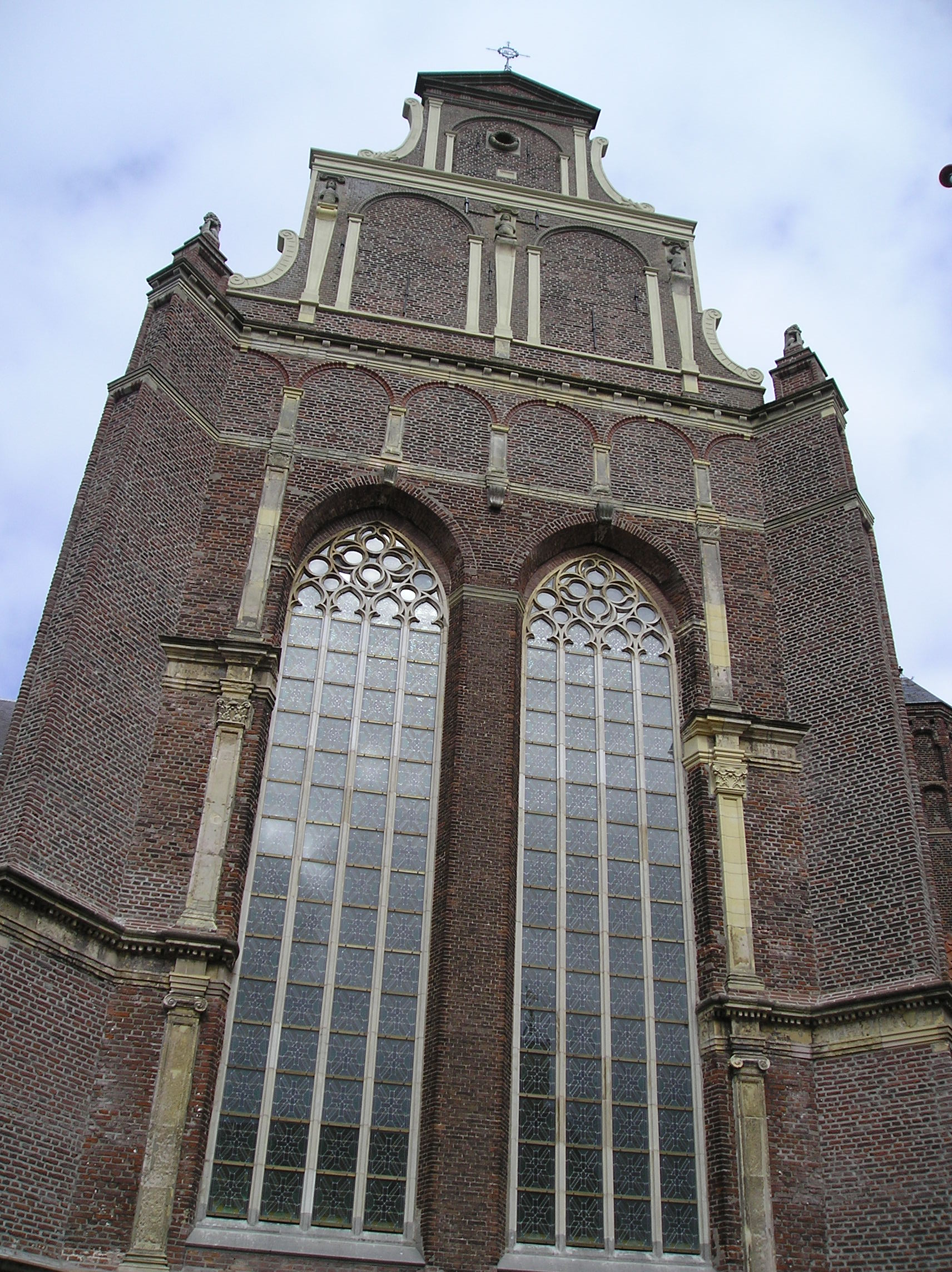
Zuidgevel
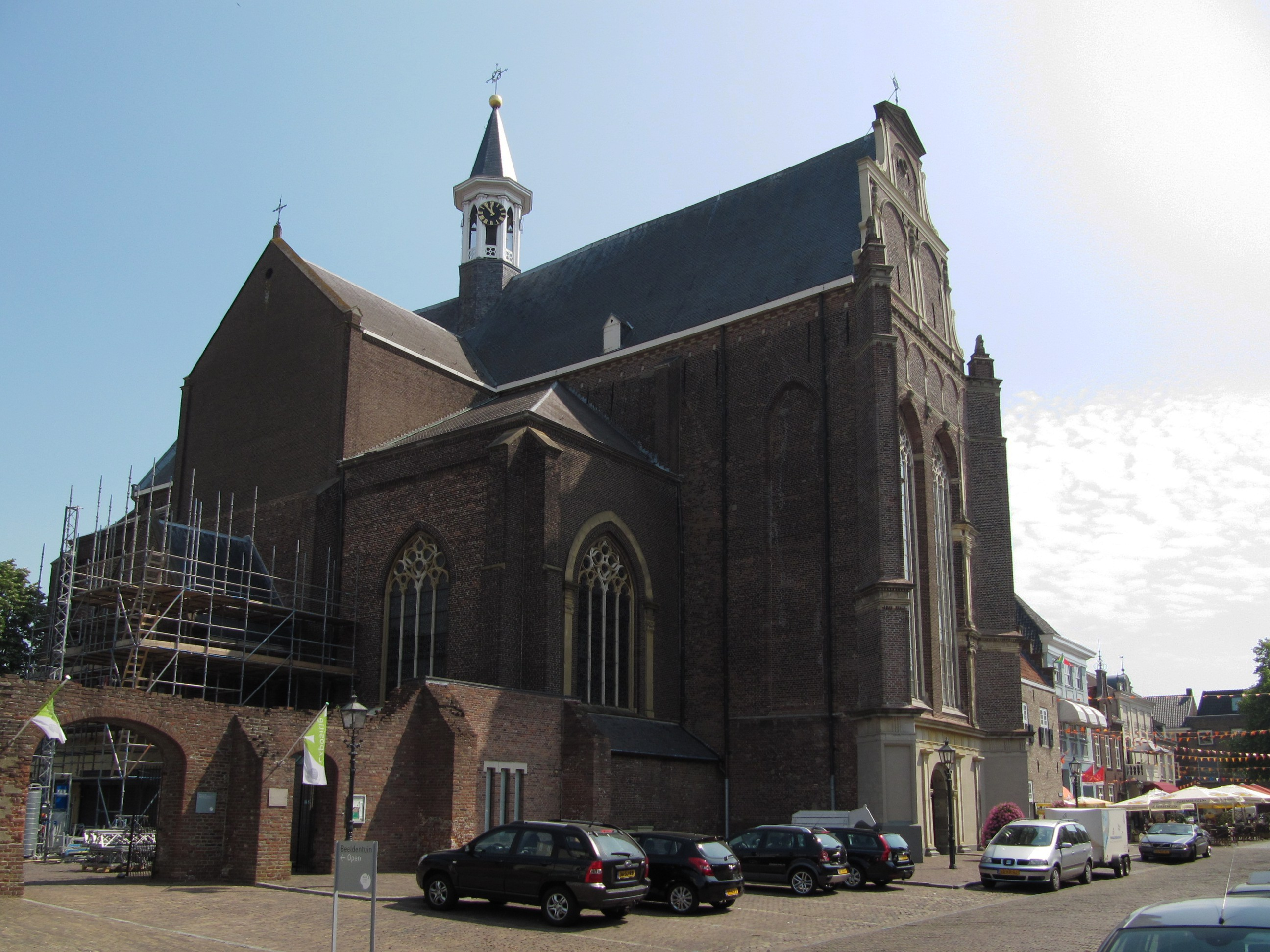
Gezien vanuit het westen
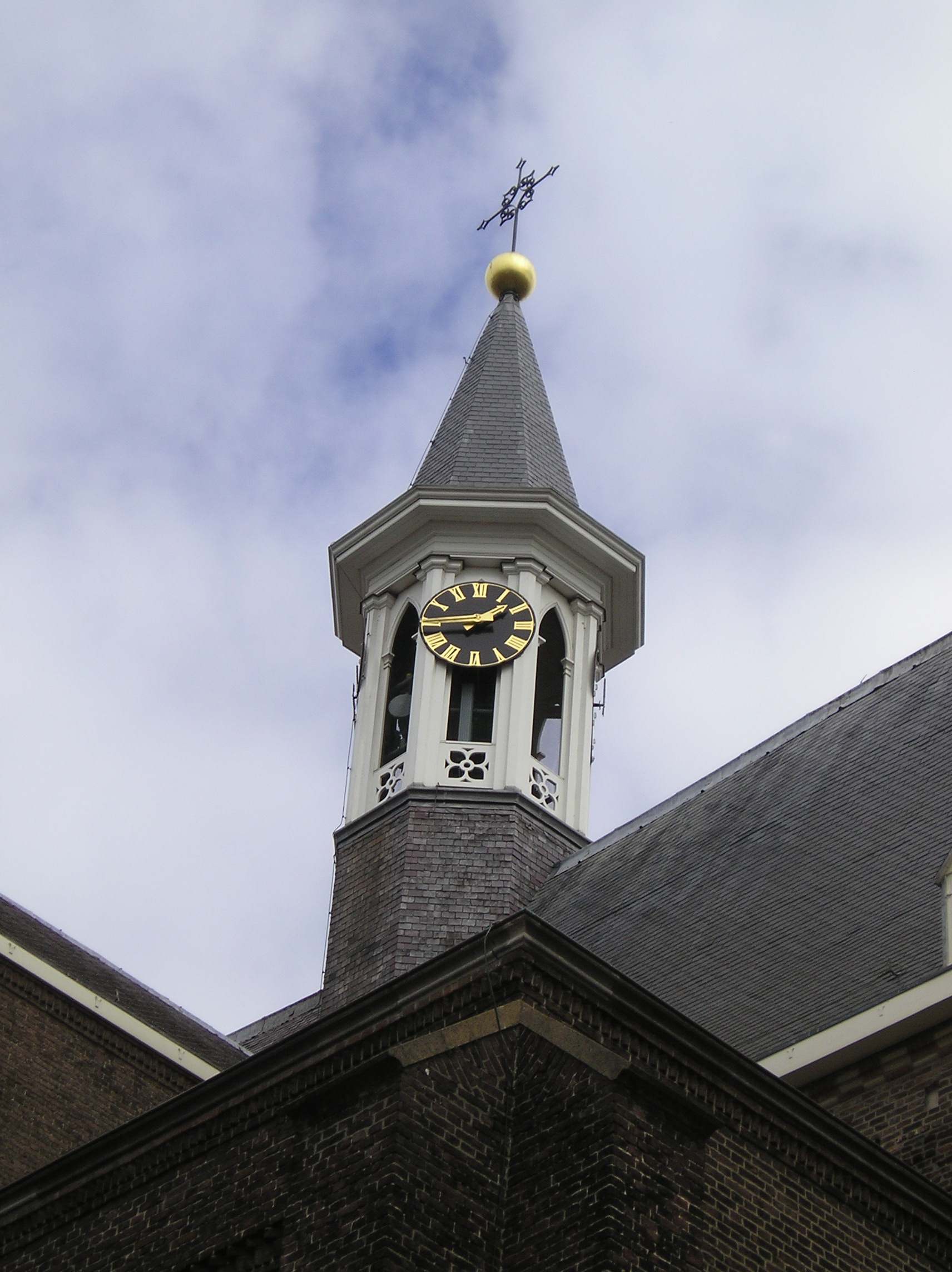
Klok
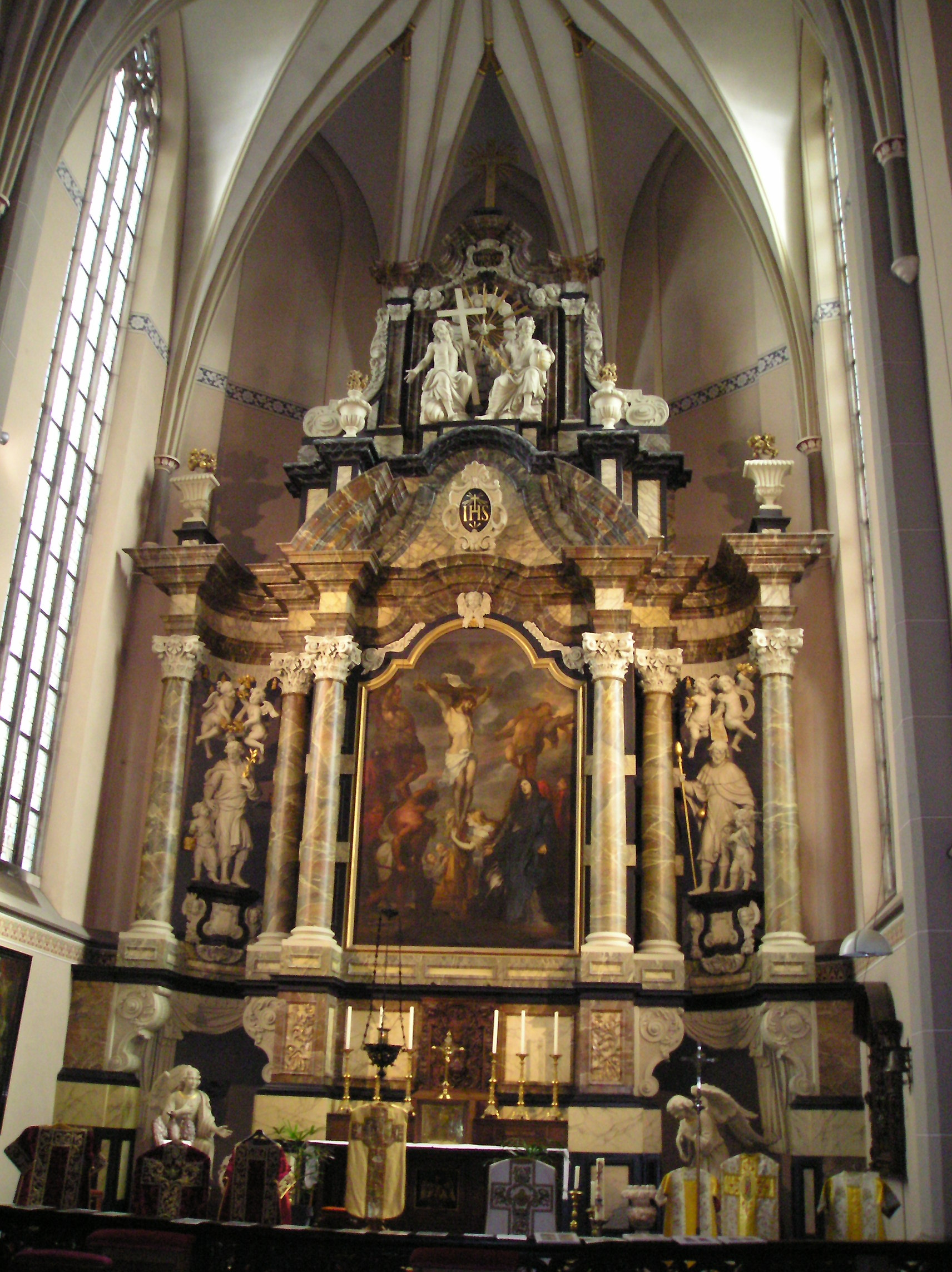
Priesterkoor
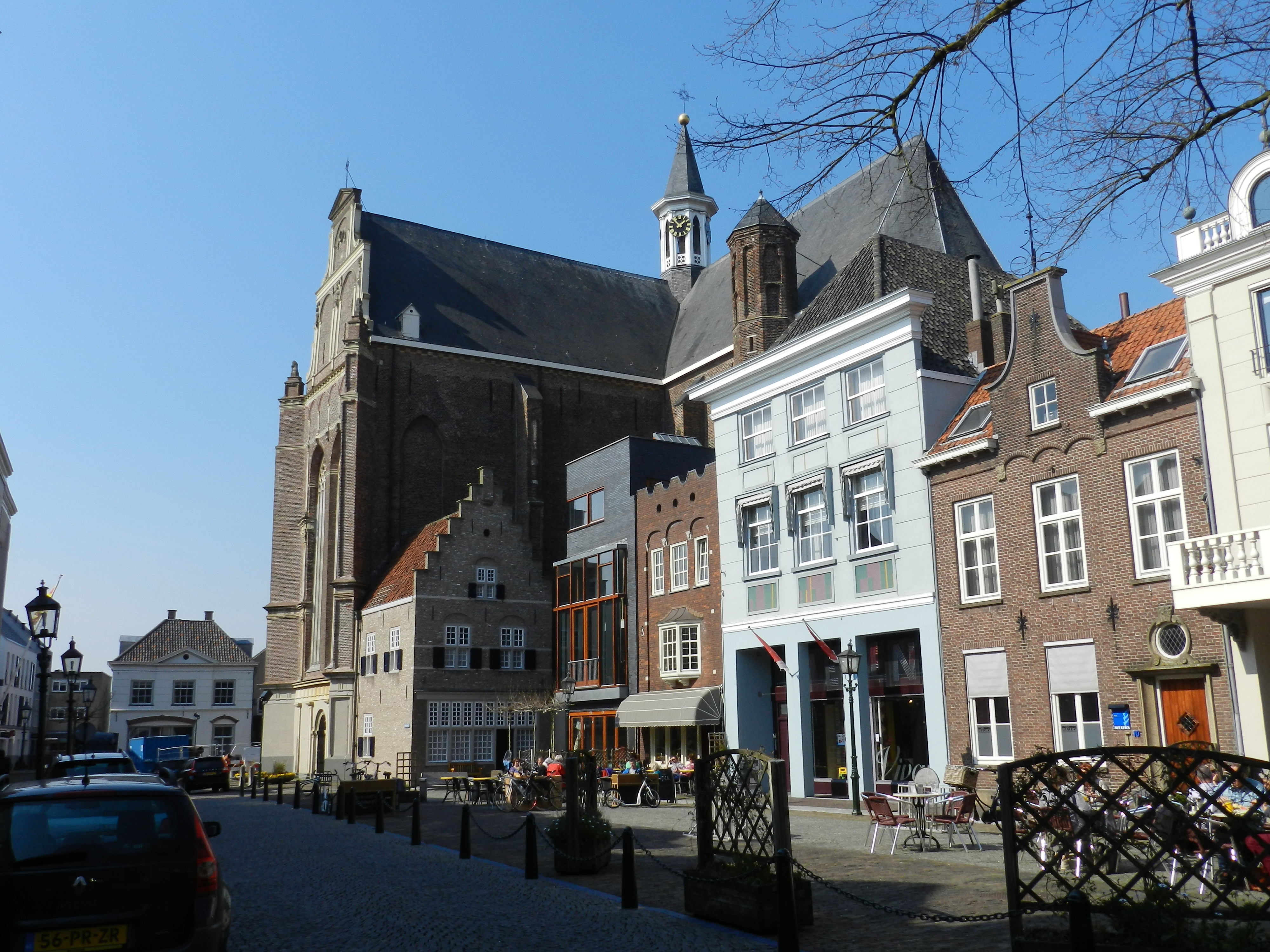
Sint-Elisabethkerk
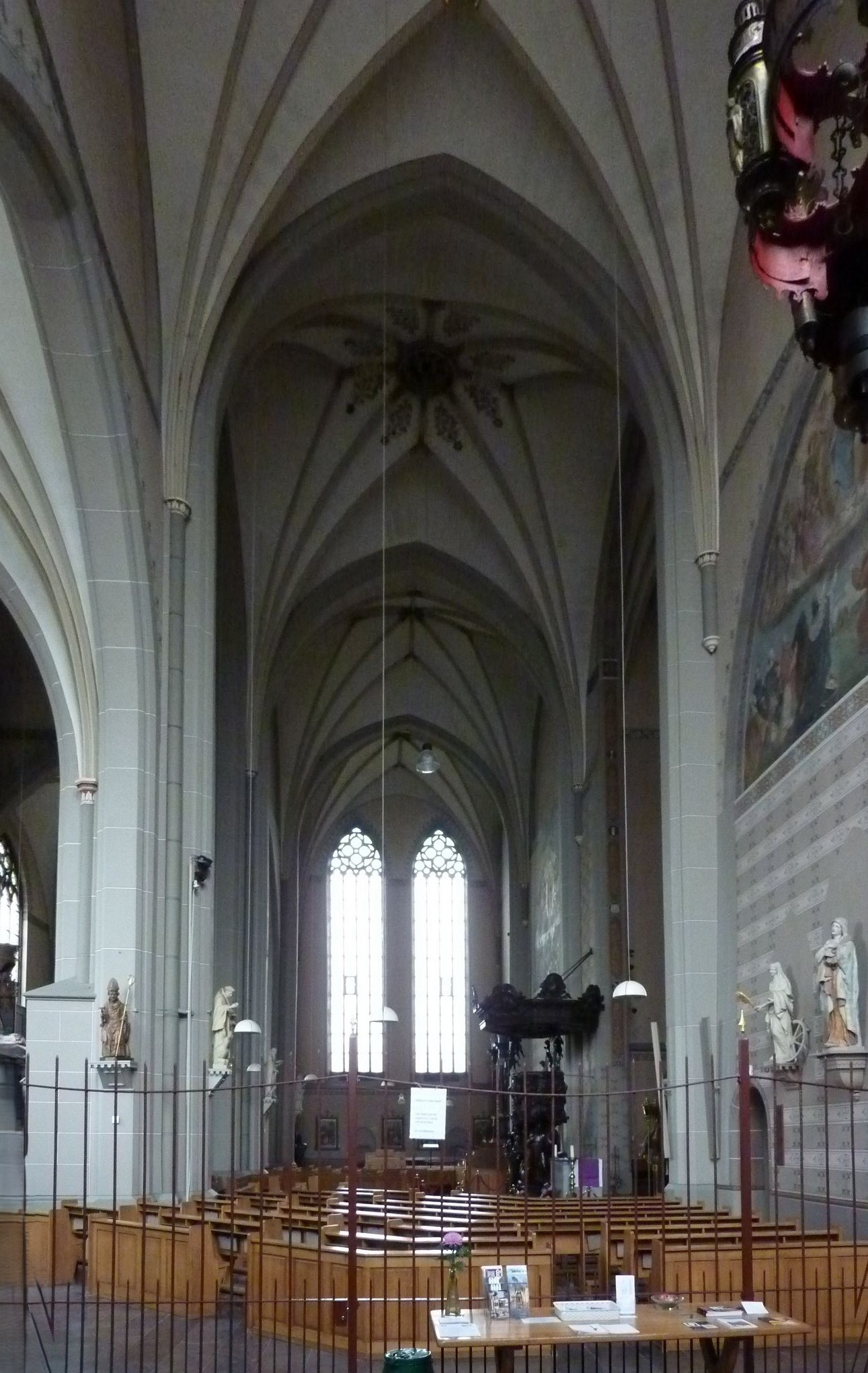
Interieur
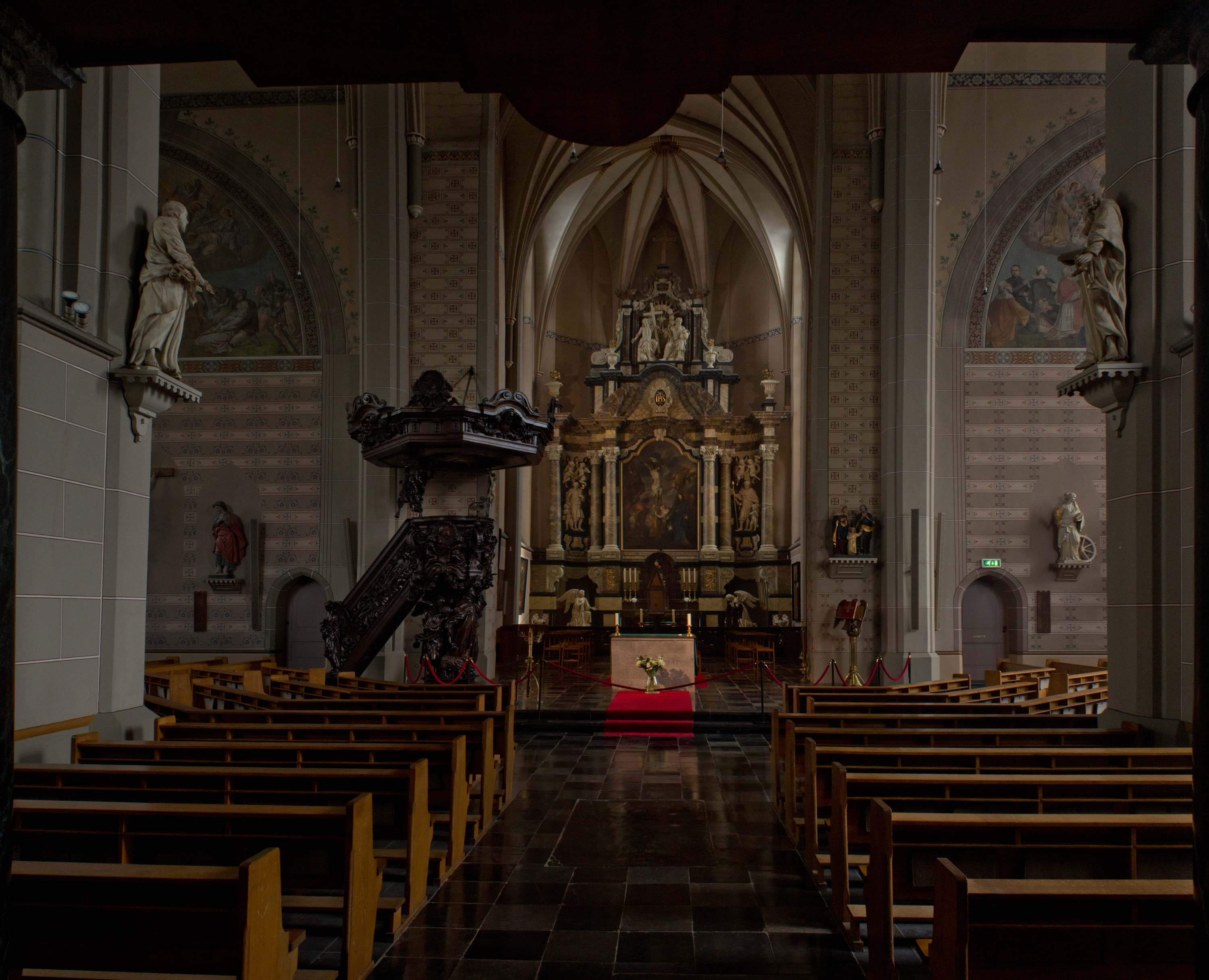
Interieur
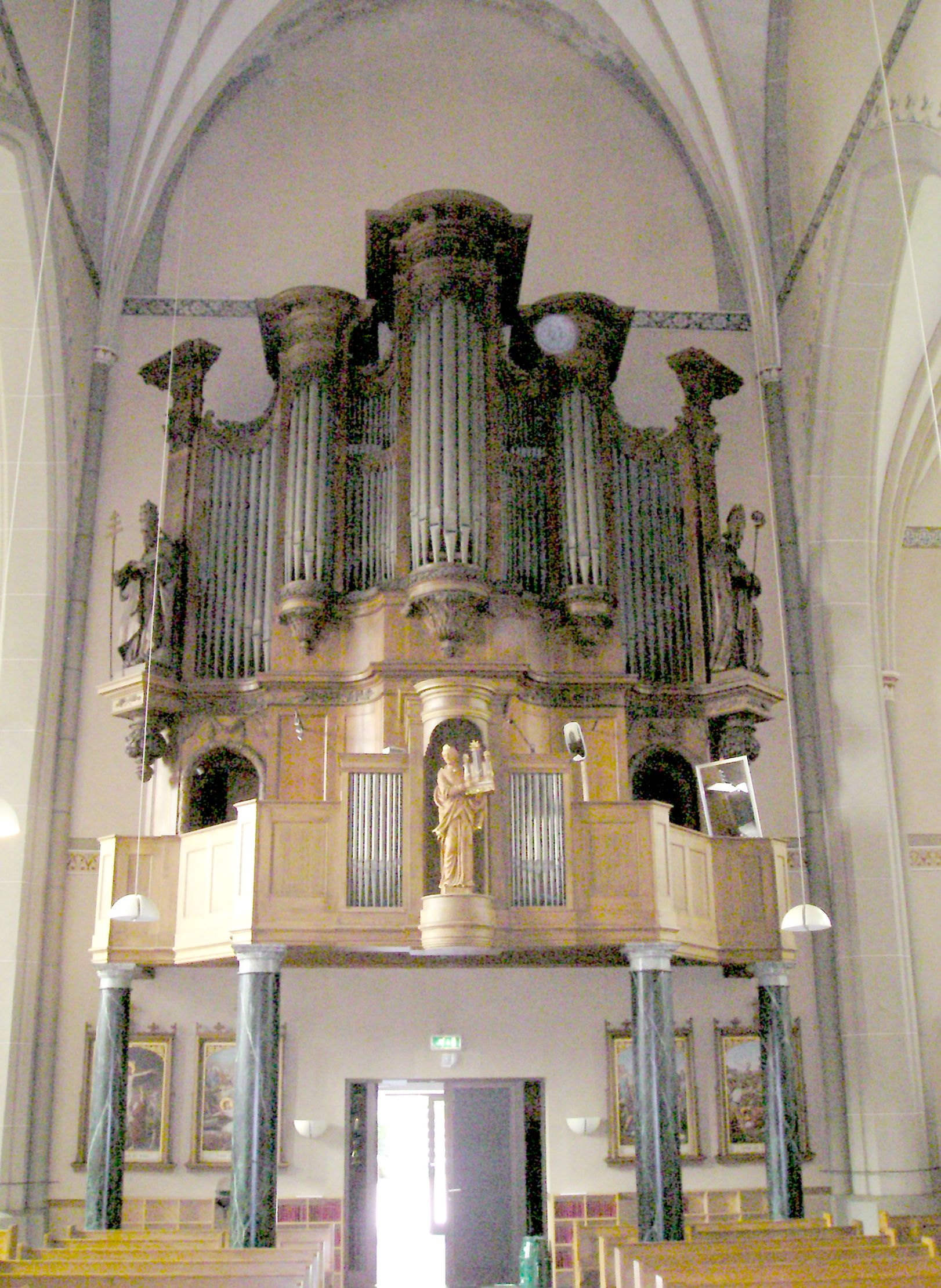
Orgel
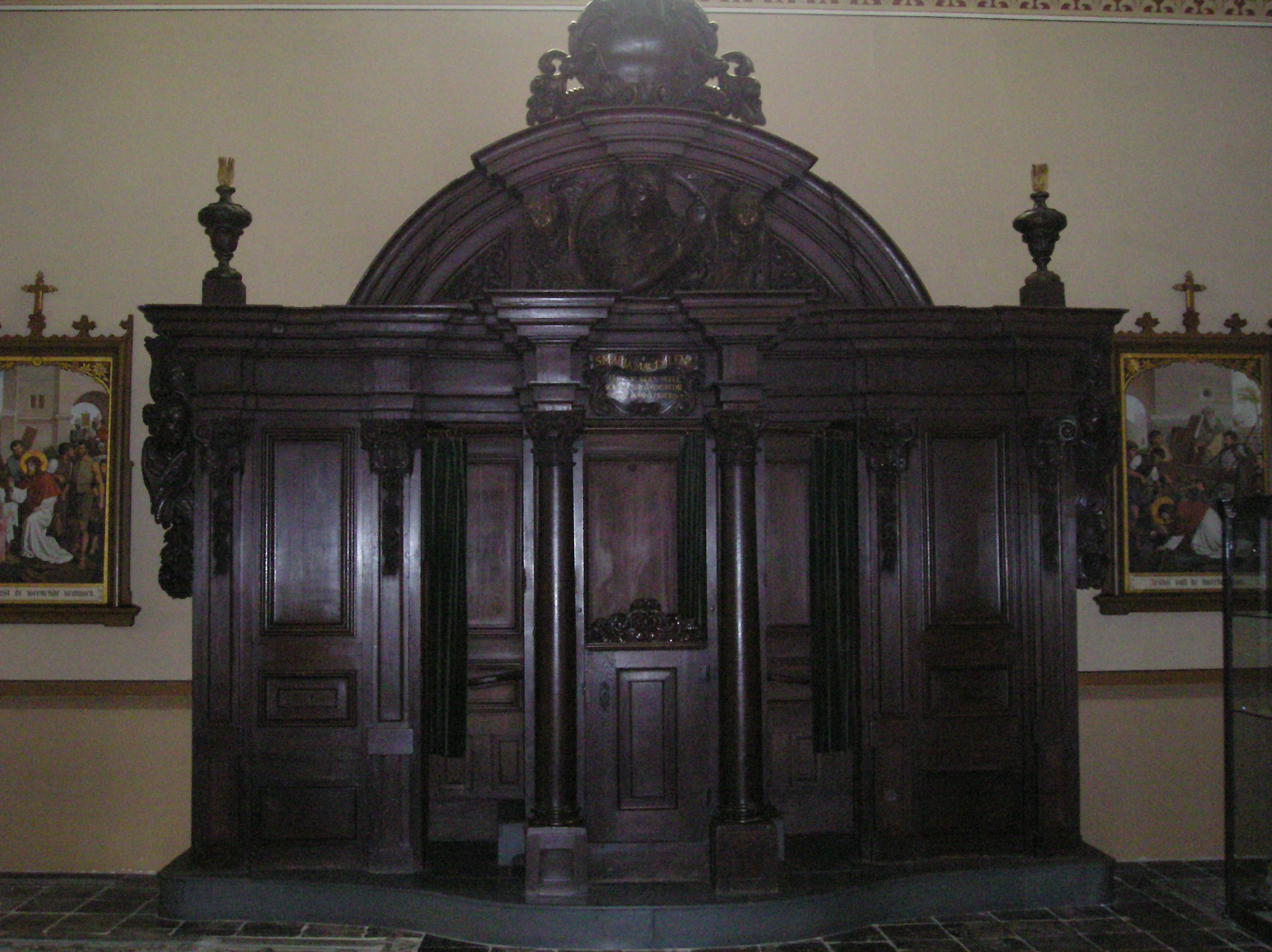
Biechtstoel
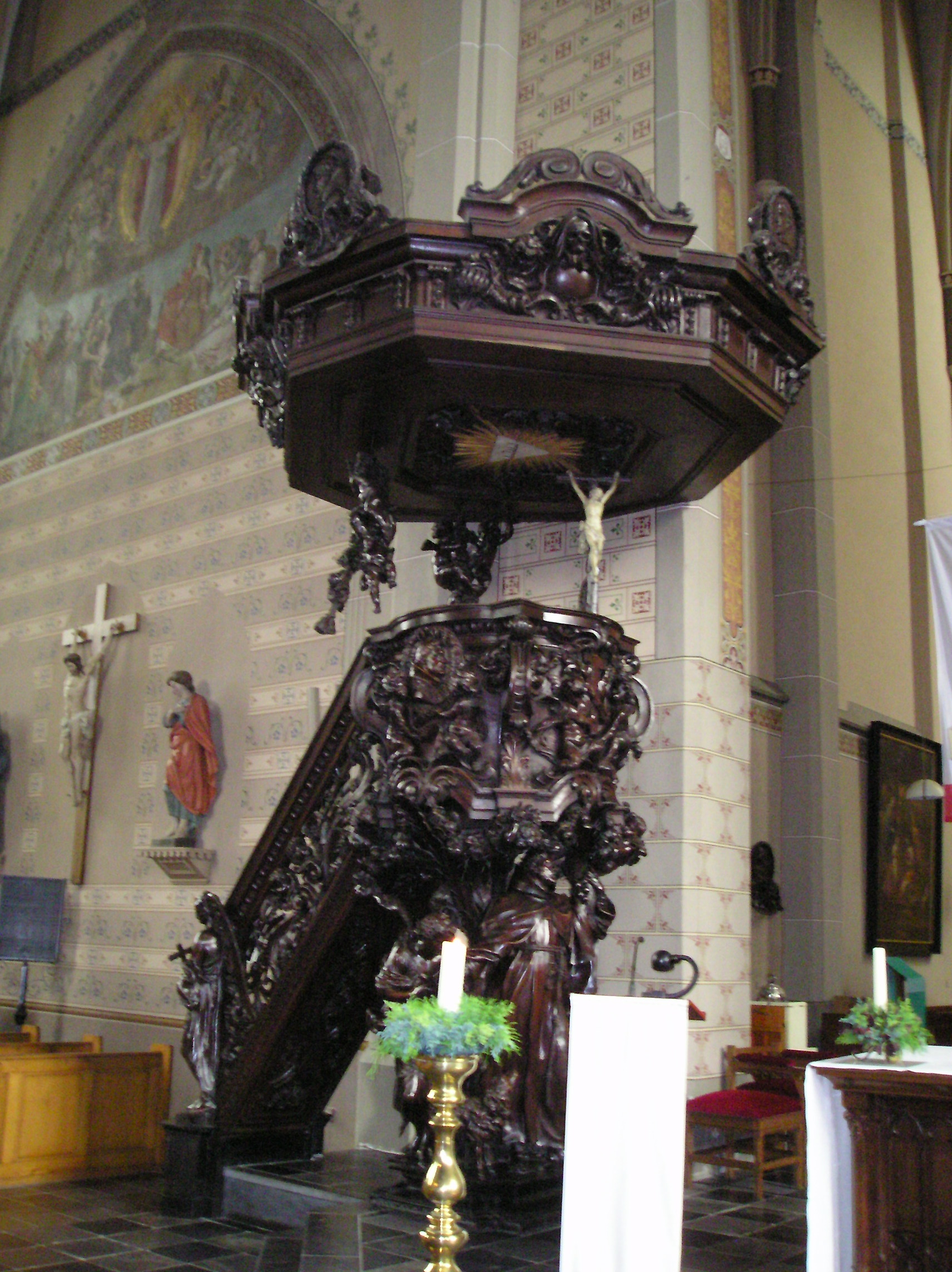
Preekstoel

## Externe bron
- Sint-Elisabethkerk
- RK parochie H. Elisabeth